# Baie de Jervis

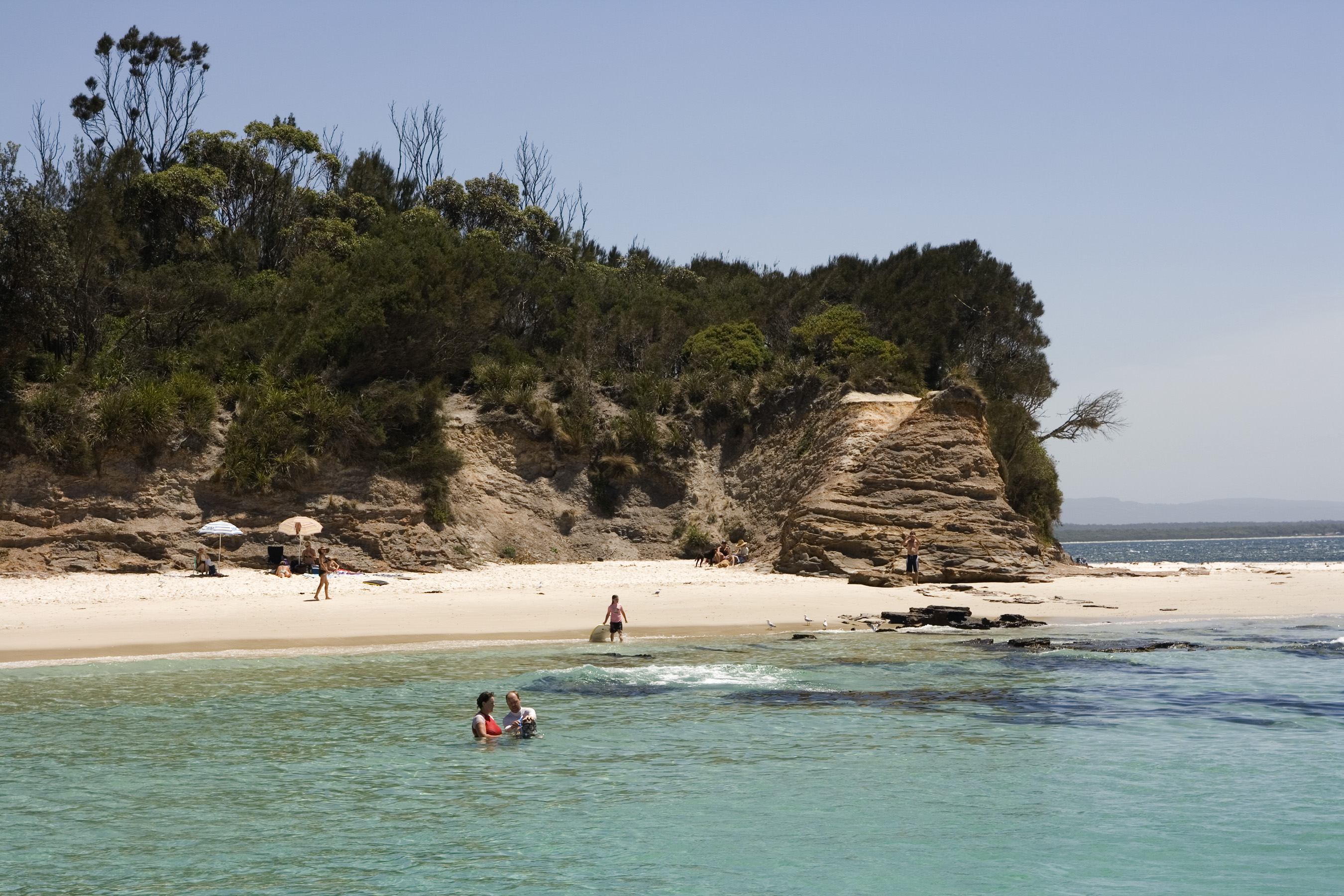
Un plage de la baie de Jervis

La baie de Jervis est une baie océanique située à 125 km au sud de Sydney, sur la côte sud de la Nouvelle-Galles du Sud.
Le territoire au sud de la baie constitue le Territoire de la baie de Jervis. On y trouve une base de la marine australienne ainsi qu'un parc national.
La baie possède un des sables les plus blancs du monde. On y trouve des traces géologiques de plusieurs tsunamis qui se sont produits sur la côte sud avant la colonisation par les européens.

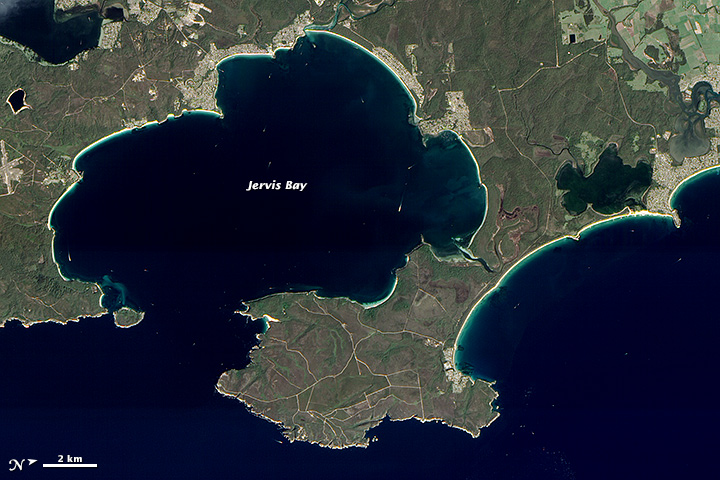
Vue satellite de la baie de Jervis